# Retablo de San Agustín
El Retablo de San Agustín es una obra de estilo gótico catalán realizada en temple de huevo por Jaume Huguet y Pau Vergós entre los años 1462 y 1475. Esta larga duración fue causada por razones de financiación, y supuso que fuera comenzado por Huguet y acabado por otros colaboradores de su taller, especialmente, por Pau Vergós. Fue un encargo del gremio de los curtidores para ser ubicado en el altar mayor del convento de Sant Agustí Vell de Barcelona.
El retablo tenía cinco calles y tres pisos con predela. La calle central tenía dos tallas exentas de san Agustín y santa Mónica, mientras que los otros cuatro estaban compuestos por tablas pintadas al temple, obra de Jaume Huguet. De estas tablas sólo se conservan siete en el MNAC y otra en el Museo Marés. Su grandiosidad lo sitúa como el encargo pictórico más importante del siglo XV en Cataluña.

## Datos de contexto

### El autor
Jaume Huguet (Valls 1412 - Barcelona 1492) fue un pintor gótico catalán con un estilo que evolucionó del gótico internacional hacia las innovaciones incorporadas desde la pintura flamenca. Su formación se realizó entre Valencia, Tarragona y Barcelona, si bien no se descarta que pudiera haber visitado Cerdeña o Nápoles, que formaban parte de la Corona de Aragón. Desarrolló su máxima actividad en Barcelona a partir de 1448, donde creó un taller que prácticamente monopolizó la realización de retablo sa Cataluña durante la segunda mitad del siglo XV, una vez muertos Bernat Martorell y Lluís Dalmau. Su taller incorporó a sus discípulos y también miembros de la familia Vergós con quien mantuvo una estrecha relación personal y que están considerados coautores de este retablo. Una parte importante de su obra se ha perdido en revueltas que han destruido las iglesias que las contenían y la mayoría de obras conservadas son paneles de retablos que han sido desmontados.

### El estilo
El estilo y calidad técnica empleados en este retablo tuvo un efecto directo en otras obras contemporáneas, donde el ejemplo más directo es el contrato del retablo sobre el mismo tema pintado por Miguel Ximénez y Martín Bernat  para los convento de los Agustinos de Zaragoza, de 1489. Esta obra debía contener seis <mesas dedicadas a san Agustín y otros seis a santa Mónica. Las tablas del santo debían tener como modelo las escenas del retablo de Huguet, «... y que los dito pintoras hayan de yr a mirar aquellos con unfrayre de DICHO monesterio de Çaragoça, y de las que serán mejores, que de aquellas Fagan miedo script y fazerlas en el dito retablos de Çaragoça ». Por otra parte, el contrato entre Pau Vergós y los cofrades de los cardadores de paños, para realizar un retablo dedicado al Cuerpo de Cristo y San Antonio, también para la iglesia de Sant Agustí de Barcelona, se señala que «todos los brocados sean hechos según el retablo de San Agustín mayor».

### El convento y los curtidores
El Convento de Sant Agustí Vell construido a partir de 1349 y finalizado en torno a 1506, estaba situado en el barrio de la Ribera de Barcelona. Su ubicación era en la zona donde trabajaban los menestrales dedicados al tratamiento de las pieles, sazonadores y curtidores, una actividad que requiere de un alto consumo de agua, razón por la que se ubicaba alrededor de la Acequia Condal que pasaba por la calle del Rec y por el actual emplazamiento del Mercado del Borne.
La iglesia fue destruida en 1716 y la orden de los agustinos se trasladó a la Iglesia de San Agustín inaugurada en 1750. Para conocer la morfología de la desaparecida iglesia puede compararse con la iglesia de San Juan Bautista de Valls, ya que en 1569 se decidió tomar la iglesia de San Agustín como referente. Así pues, la iglesia debía medir poco más de 58 metros de largo por casi 15 metros de ancho, además de las capillas laterales, y la altura estaría cerca a los 25 metros.
En el contexto de crisis social y económica que caracterizó el final de la Baja Edad Media, la sensación de provisionalidad vital de la sociedad llevaba a un profundo sentimiento religioso ya la necesidad de desarrollar estructuras solidarias donde encontrar seguridad física, profesional y, finalmente, espiritual. En este contexto, con una crisis demográfica consecuencia de las guerras y de la peste que asolaron Cataluña, el individualismo no tenía razón de ser y los gremios y cofradías aportaban un grado de seguridad en un entorno cambiante y se convirtieron en organizaciones potentes que conformaban un poder político en cohesionar un grupo de la sociedad en plena evolución. Tener capilla propia dentro de una iglesia y su decoración con un retablo, eran la máxima representación material de sus valores.
El gremio de Curtidores tenía una hermandad o cofradía fundada a principios del siglo XV. Sus ordenanzas fueron aprobadas por el rey Martín el Humano, a Segorbe, el 18 de octubre de 1401, a instancia de los prohombres de los curtidores y fueron confirmadas en Barcelona, el 23 de junio de 1405. Según éstas, los curtidores veneraban como patrón a San Agustín, y tuvieron su propia capilla en el convento desde 1401.

### Historia del retablo
El 20 de julio de 1452 el maestro Macià Bonafé comparecía ante el notario de Barcelona Antoni Vilanova para firmar los pactos para la obra de este retablo. Por parte del gremio comparecieron los dos cónsules del oficio Pere Borrell y Melchor Tintorer, y los clavarios, que eran en aquel año, Antoni Verdaguer y Jaume Font. También estaban presentes los prohombres. Por lo tanto, se trataba de un acto de mucha solemnidad para el gremio que había convocado a los mejores artistas del momento. El escultor presentaba dibujado en un pergamino la traza del retablo que se comprometía a construir y dejar terminado, hasta que fuera apto para recibir la pintura, en un año y medio.
El encargo incluyó la carpintería, tallas del conjunto y el pie de piedra del altar mayor de la iglesia de San Agustín, por un valor de 800 florines (8.800 sueldos). Simultáneamente se encargó la pintura del retablo al pintor Lluís Dalmau. Bonafé terminó el trabajo cuatro años más tarde, si bien no cobró hasta el 1464, provocando un retraso en el inicio de la pintura. Lluís Dalmau muere entre 1460 y 1461, y la cofradía encargó la obra a Jaume Huguet con fecha 4 de diciembre de 1463, en este caso por un valor de 1.100 libras (22.000 sueldos). En ambos contratos, se recogía la financiación de la obra por parte de los artistas, un hecho insólito hasta el momento.
Se dispone de recibos de liquidación de pagos firmados por Huguet que confirman la autoría de su taller, no así la realización de todas las tablas de su mano, sino que contó con la colaboración de Pau Vergós y, probablemente, de su hermano Rafael Vergós.
Desde el punto de vista del convento este retablo suponía una aportación importante que los frailes quisieron reconocer. En una reunión solemne entre el prior Mateo Rella acompañado de veinte y tres frailes y los representantes del gremio, el convento contraía el compromiso de celebrar cada viernes y perpetuamente una misa cantada en el altar mayor en sufragio por las almas de los miembros difuntos de la cofradía, celebrada con sacerdote, diácono y subdiácono.
El retablo se dio por finalizado el 28 de agosto de 1486, fiesta de san Agustín. En una escritura de concordia entre los prohombres de la cofradía y los padres agustinos, fechada el 24 de septiembre de 1486, se acuerda hacer las vidrieras del altar mayor para dar luz al retablo, éstos dan gracias a Dios, a la Virgen y a San Agustín y a todo el oficio de Curtidores, por «la bendita construcción de dicho retablo, ya hecho y acabado».
El dilatado periodo de tiempo empleado en su realización también se puede observar en otros retablos, un claro ejemplo de ello son las tablas del Retablo de Sant Vicenç de Sarrià, en el cual, el maestro interrumpió la actividad a la mitad del segundo nivel, o bien en el Retablo de San Bernardino y el ángel custodio de la catedral de Barcelona, en que las dificultades económicas de la cofradía de los Espartero y Cristalerías motivaron una entrega fraccionado con claras diferencias desde el punto de vista estilístico.
Después de los decretos de Nueva Planta y con la construcción de la fortaleza de la Ciudadela en 1716, la iglesia de San Agustín fue derribada, el convento reconvertido en espacio militar y el retablo desmontado. En la nueva iglesia de estilo barroco no se trasladó el retablo que fue custodiado por el gremio de Curtidores que también se había trasladado a la calle del Portal Nuevo número 2. La pérdida de interés, una mala conservación, la utilización de las tablas para funciones auxiliares, como hacer de puerta, y un incendio en las dependencias del gremio en 1835 produjeron la pérdida de algunas mesas y una degradación de la capa pictórica en el resto.

## Descripción
El retablo representaba la vida de San Agustín y algunas tablas vinculadas a hechos de la vida de la Virgen y, a la predela, escenas de la vida y Pasión de Jesús. En el centro del retablo se ubicaba una talla de la figura del santo de Hipona, que ya poseía el gremio cuando encargó esta obra, con un cimborrio cubriéndola. Una talla con la imagen de la Virgen debía estar emplazada por encima de la de san Agustín. Alrededor de este grupo escultórico central se ubicaban las mesas con las escenas pintadas por el taller de Huguet y, al guardapolvo, había dos leones coronados que decoraban el conjunto y que eran el antiguo símbolo del gremio. La madera de las tablas y la estructura era álamo y la talla de la Virgen era de cuarentena de Tortosa.

### Estructura del retablo

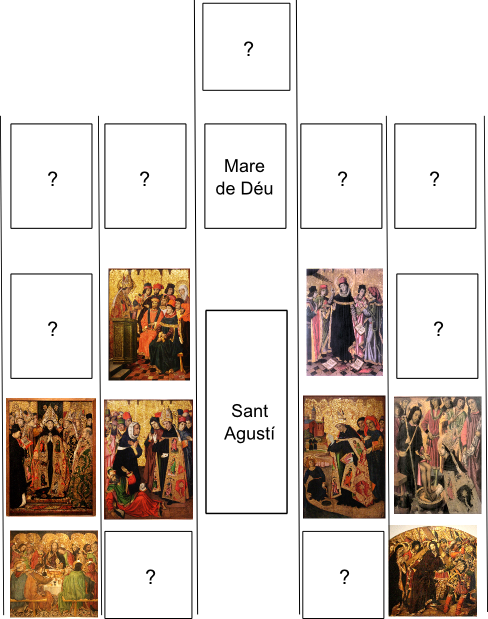
Posible estructura del retablo, según F. Ruiz y Quesada

Aunque la documentación existente sobre las cláusulas de contratación de la obra, se desconoce la estructura y distribución original del retablo. Sin embargo, a partir de las tablas conservadas y de sus características estructurales, el historiador Francesc Ruiz i Quesada ha hecho una propuesta de distribución de los paneles existentes.
Los contratos de la carpintería de Bonafé y de la pintura del retablo se conoce que su anchura era de casi doce metros y que tenía cuatro calles laterales, dos a cada lado de la calle principal en el que había una escultura de san Agustín a la parte baja, y, por encima de esta imagen, otra de la Virgen. Se desconoce documentalmente su altura, número de escenas y el relato pictórico.
Para determinar la altura del retablo, se ha contado con la información de la iglesia de Valls. A partir de los capítulos de esta iglesia se conoce que el presbiterio del convento barcelonés tenía nueve ventanales, con el central cegado sin visión exterior, con lo que sólo ocho aportaba luz en el interior. También se conoce que la hilera superior de los ventanales arrancaba por encima de la línea de impostas del templo, a unos trece metros por encima del suelo del presbiterio.
A partir de estos datos se estima que el retablo podría haber sido formado por una predela y tres pisos superiores con seis escenas a cada lado de las tallas de san Agustín y de la Virgen de la calle central. Esta estructura para mantener unos trece metros. La hipótesis de la existencia de un Calvario en lo alto de la calle central explicaría la modificación del ventanal central, tal y como se recoge en los capítulos de la iglesia de Valls donde sólo se habla de ocho ventanales. Asimismo, el cierre de la apertura no tendría sentido si el conjunto hubiera tenido una altura inferior.
Un retablo de estas dimensiones habría escondido totalmente los tres ventanales inferiores del presbiterio, lo que reduciría de manera notable la luz de la iglesia. Este hecho explica la información de 24 de septiembre de 1486 donde se explica que el nuevo consejo de la cofradía decidió la construcción de vitrales para los ventanales del ábside de la iglesia, a fin de "proporcionar al retablo una ilusión iluminación suficiente. "
La predela estaría formada por cuatro escenas, una por cada calle del retablo.

### Tablas conservadas
Del total de diecisiete mesas que habría tenido el retablo, según la hipótesis de Ruiz y Quesada, sólo se conservan ocho. El Museo Nacional de Arte de Cataluña conserva seis tablas de la vida del santo y otra con un Santa Cena.
- San Agustín y su madre santa Mónica escuchando un sermón de san Ambrosio en Milán.
- Conversión de san Agustín a la fe cristiana, identificada por algunos estudiosos, con la «Disputa con los doctores».
- La Consagración de San Agustín, inicia el ciclo del santo como obispo
- Disputa de San Agustín con Fortunato y los demás herejes
- Visión del niño Jesús que trata de hacerle evidente que sería más posible introducir toda el agua del mar en un hoyo de la playa que llegar a entender el misterio de la Trinidad
- San Agustín lava los pies de Jesús peregrino

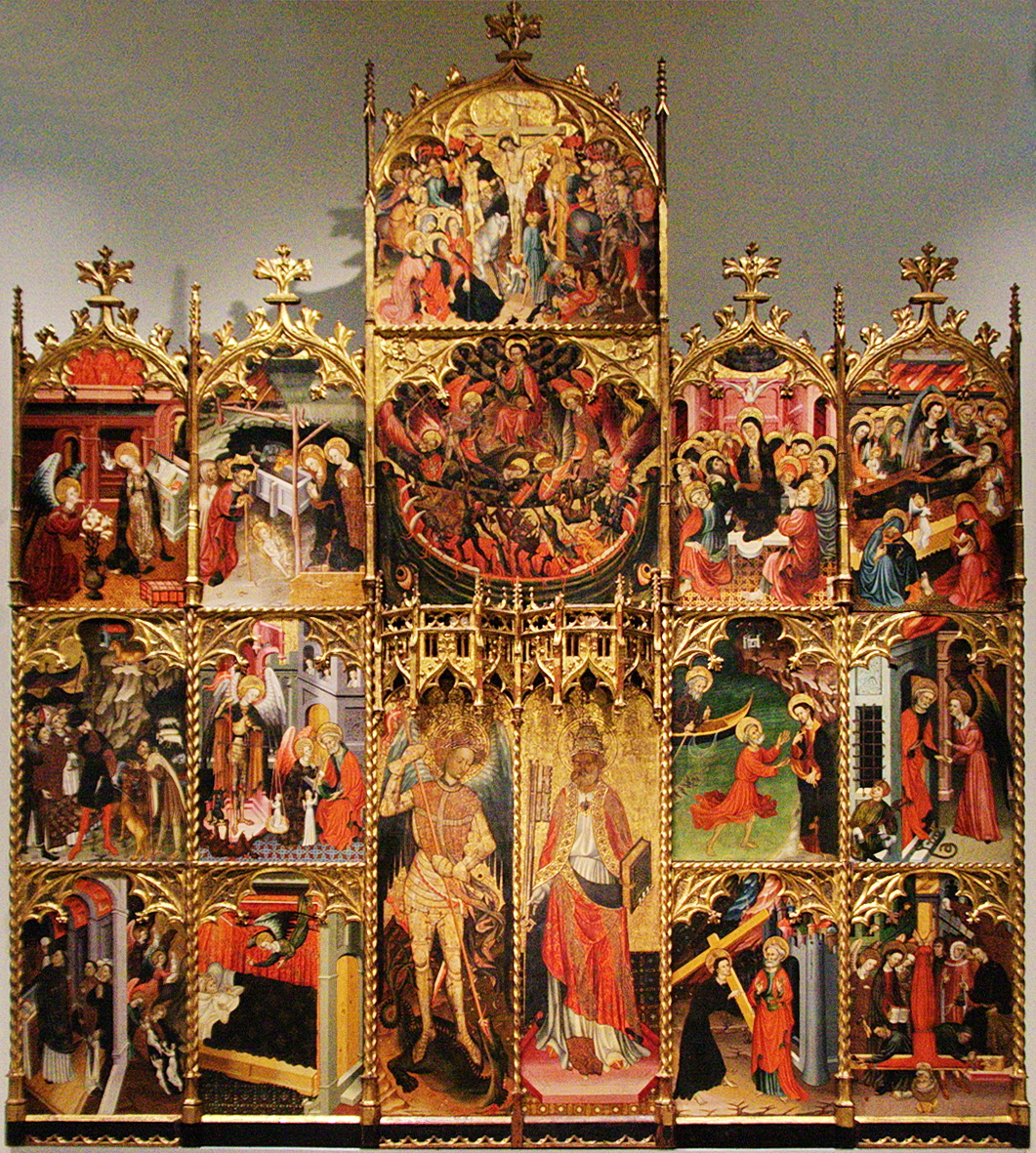
Retablo de San Miguel y San Pedro de Bernat Despuig, con una estructura similar

Sólo la mesa de la Consagración de San Agustín y el Santa Cena están certificadas como obra directa de Huguet, las otras fueron realizadas por Pau Vergós. El Museo Marés expone la octava tabla conservada, el Jesús camino del Calvario, atribuida a Huguet y que formaba parte de la predela.
La ubicación de las esculturas de San Agustín y de la Virgen en el centro del retablo, permite deducir que las cuatro escenas ubicadas en el piso superior estaban dedicadas a escenas de la vida de María, de las que no ha sobrevivido ninguna, mientras que los dos pisos inferiores se ubicarían las escenas del santo titular. La estructura sería similar, pues, a la del Retablo de San Miguel y San Pedro realizado por Bernat Despuig y Jaume Cirera, si bien en este no hay tallas, sino mesas calle central.

En los capítulos de la obra se recoge la condición de que «en todo lugar donde será encontrado San Agustín sea pintado como obispo e según la primera figura». A pesar de esta exigencia, al menos dos tablas recogen momentos de la biografía del santo anteriores a su consagración, donde es mostrado vestido de seglar: San Agustín y su madre santa Mónica escuchando un sermón de san Ambrosio en Milán , donde ni siquiera tiene nimbo, y la Conversión de san Agustín. Esta cláusula debe entenderse que estaba referida a las cuatro escenas situadas junto a la escultura central del santo. El requisito de presentarlo como obispo en estas escenas es porque, tanto el pasaje de la disputa con los herejes, como la del misterio trinitario y la que lava los pies de Cristo peregrino son cronológicamente anteriores a la de su ordenación como obispo.

Así, las mesas dedicadas a la vida de san Agustín habrían sido ocho, cuatro con vestimenta de obispo y otras cuatro vestido de seglar, dos de ellas hoy perdidas, que probablemente mostrarían los episodios del bautismo de san Agustín y los  sueños de santa Mónica.

#### Descripción
En la escena de la Conversión de san Agustín a la fe cristiana, el santo africano se mostró rodeado de cuatro personajes considerados, por algunos investigadores, como doctores y, para otros, como amigos. La diferente interpretación de la iconografía ha llevado a un debate sobre si el tema que recoge es la conversión o la "disputa con los doctores". Según Rosa Alcoy, la tabla sería una síntesis de la conversión del santo y de la exhortación que hace a sus compañeros a seguir sus pasos una vez convencido de la fe cristiana. En las Confesiones de san Agustín, este recuerda en el momento de su conversión a sus amigos Alipi, personaje que menciona como su "hermano del corazón", Nebridi, Verecund y su hijo Adeodato, probablemente el joven rubio que está al lado del santo. El primer personaje por la izquierda, que señala el libro que lleva san Agustín, se ha identificado con Alipi, quien animó a seguir leyendo después de su conversión. San Agustín señala hacia el cielo indicando de dónde venía la voz que le dijo tolle, lege (tiene, lee). Los manuscritos que hay en el suelo hacen alusión a la intensa búsqueda del camino de Cristo llevada a cabo por el santo. 

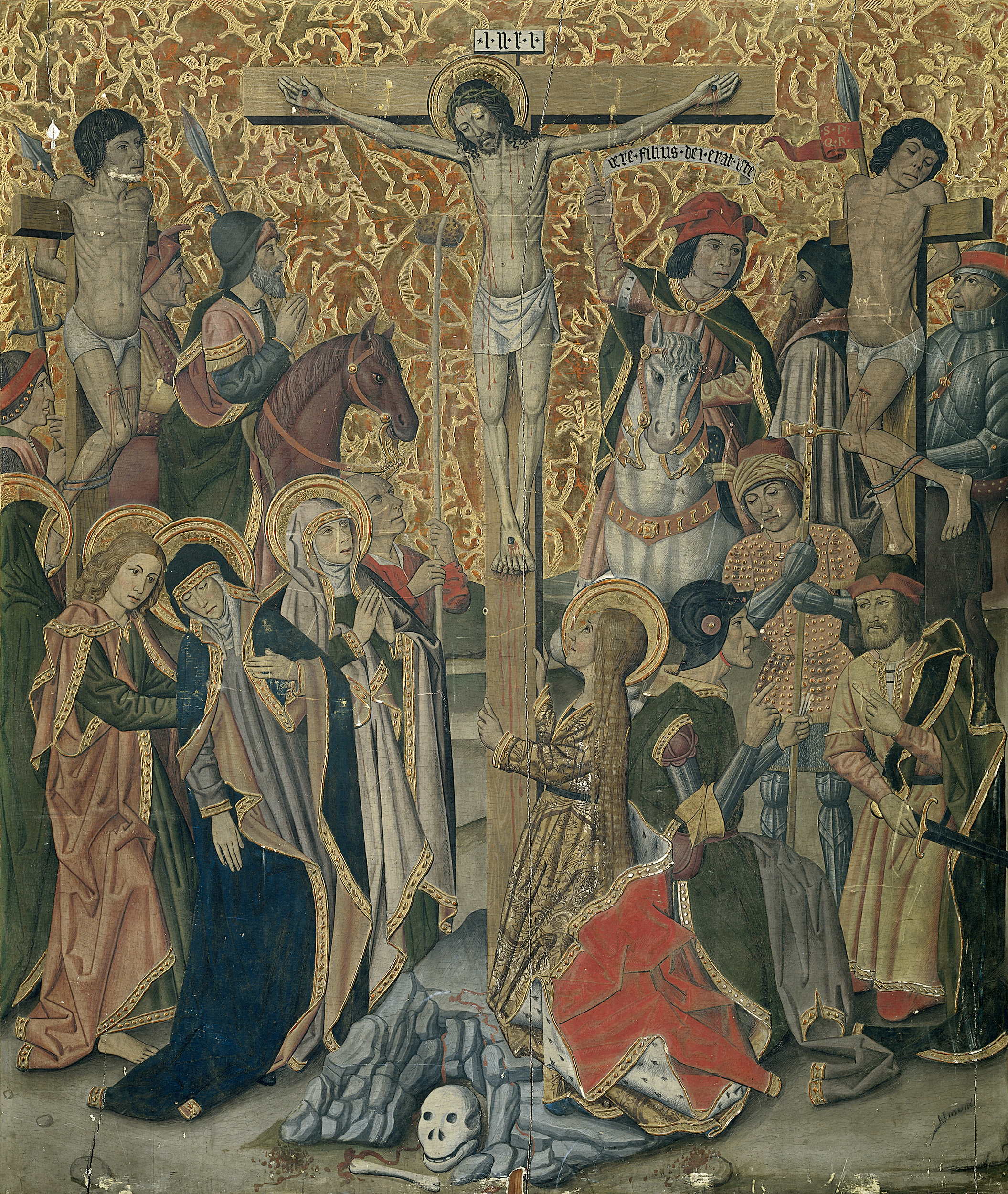
El Calvario de Pau Vergós del Rijksmuseum

Teniendo en cuenta que el retablo fue terminado por Vergós, Gudiol y Alcolea han especulado con la posibilidad de que el Calvario del Retablo de los Curtidores sea el que se conserva en el Rijksmuseum de Ámsterdam. Sus medidas, 1,86 x 1,76 metros, justificarían su ubicación coronando este retablo. Es una pieza clásica con Cristo crucificado entre los dos ladrones en el momento que le acercan la esponja con hiel. A los pies está la Virgen, sujetada por san Juan Evangelista cuando se desmaya. Rodeándolos están las tres Marías: María de Cleofás, María Salomé y María Magdalena, esta última cogida al pie de la Cruz. Destaca la figura del centurión Longinus a caballo en el lado izquierdo de Jesús que menciona, mediante una filacteria sobre él, vere filius dei erat (Es verdad, este hombre era Hijo de Dios).
La predela estaba formada por cuatro escenas, dos conservadas, el Santa Cena ubicado en el MNAC, y el Camino del Calvario expuesto en el museo Marès de Barcelona. Las dos escenas no conservadas, probablemente eran  Oración en el Huerto y  Encarcelamiento o la Flagelación de Cristo ' '.
Con la destrucción del presbiterio del templo en 1718 la mesa del Santa Cena se conservó en una comunidad de monjas agustinas fundada cerca del antiguo convento y trasladada a la calle del Hospital de Barcelona, y fue adquirida por el Ayuntamiento de Barcelona en 1944.
En cuanto a la mesa del Camino del Calvario, se sabe que fue a la colección Baldiri Carreras Auriach a principios del siglo XX hasta que fue adquirida más tarde por Frederic Marès. 
Composición dominada por la imagen de Jesús ayudado por Simón de Cirene a cargar la cruz ante la presencia de la Virgen y san Juan. En la parte de la derecha, vemos los verdugos, que se distinguen por sus ricas vestimentas. Jesús gira compasivamente el rostro hacia María entrecruzando una mirada con su madre que expresa un dolor profundo y contenido que se refleja también en las manos entrelazadas y suplicantes de san Juan.
Huguet usa su técnica habitual de dar volumen a los halos y los ribetes de las vestimentas con estuco dorado para realzar los personajes. Esta técnica la aplica también a la bolsa con los clavos y el martillo, los instrumentos de la Pasión, que lleva uno de los verdugos.
|                                                    |
| San Agustín y santa Mónica escuchando san Ambrosio |

|                           |
| Conversión de san Agustín |

|                             |
| Consagración de San Agustín |

|                                                    |
| Visión del niño Jesús y el misterio de la Trinidad |

|                                        |
| Disputa de San Agustín con los herejes |

|                                     |
| San Agustín lava los pies de Cristo |

|                                  |
| Tablas de la predela: Santa Cena |

|                                           |
| Tablas de la predela: Camino del Calvario |